# احمد راستینه هفشجانی
احمد راستینه هفشجانی (زادهٔ ۱۳۵۸ در هفشجان) نماینده مردم حوزه شهرکرد، بن و سامان در دوره یازدهم و دوازدهم مجلس شورای اسلامی است.
پیش از این او در مسئولیت‌هایی همچون معاون بازرسی سپاه چهارمحال و بختیاری، مسئول بسیج دانشجویی دانشگاه‌های استان و مسئول اولین مرکز رشد خلاقیت و فناوری بسیج استان بود. سرهنگ پاسدار احمد راستینه، در سمت فرمانده بسیج حوزه امام علی منطقه هفشجان فعالیت داشته است.

## تحریم‌ها
۲۰ مارس ۲۰۲۳ اتحادیه اروپا، احمد راستینه هفشجانی را به همراه ۱ نهاد و ۷ تن از مقامات جمهوری اسلامی به دلیل «نقض جدی حقوق بشر در ایران»، «نفرت‌پراکنی» علیه زنان، تصویب طرح‌هایی برای تحدید آزادی‌های زنان و پخش اعترافات اجباری بازداشت‌شدگان به فهرست تحریم‌های اتحادیه اروپا اضافه کرد.

## نمایندگی دوره یازدهم مجلس شورای اسلامی

### نتیجه تفکیکی آرای یازدهمین دوره انتخابات مجلس شورای اسلامی[۲]
جدول آرای حوزه شهرکرد، سامان، بن، فرخشهر، لاران و هفشجان
| ۱     | احمد راستینه هفشجانی              | اصولگرا             | جبهه پایداری                                         | ۳۵۸۷۹ | منتخب          |
| ۲     | اردشیر رئیسی دهکردی               | اصولگرا             | اصولگرایان شانا (شورای ائتلاف نیروهای انقلاب اسلامی) | ۳۴۱۹۵ | رای نیاورد     |
|       | آرای باطله                        |                     |                                                      | ۹۶۷۱  |                |
| ۳     | محسن شاهرخی قهفرخی                | مستقل               |                                                      | ۴۵۶۲  | رای نیاورد     |
| ۴     | حمید ملک پور دهکردی               | اعتدالگرا اصلاح طلب | یاران هاشمی                                          | ۳۶۶۲  | رای نیاورد     |
| ۵     | حبیب‌الله فاضلیان دهکردی           | اصلاح طلب           |                                                      | ۲۴۱۶  | رای نیاورد     |
| ۶     | اسدالله اسماعیلی وردنجانی         | اصولگرا             |                                                      | ۲۱۱۱  | رای نیاورد     |
| ۷     | نصیر حبیبی بابادی                 | اصولگرا             |                                                      | ۱۷۶۸  | رای نیاورد     |
| ۸     | صمصام امیری قلعه رشیدی            | اصولگرا             |                                                      | ۱۴۳۵  | رای نیاورد     |
| ۹     | محمدرضا عرفان نژاد (عرب چم خلیفه) | اصولگرا             |                                                      | ۱۴۲۵  | رای نیاورد     |
| ۱۰    | سیدجمال هاشمی دهکردی              | مستقل               |                                                      | ۱۳۰۲  | رای نیاورد     |
| ۱۱    | احمد کرمی درچه                    | اصولگرا             |                                                      | ۵۷۱   | رای نیاورد     |
| ۱۲    | محمدمهدی داودپور دهکردی           | اصولگرا             |                                                      | ۲۷۴   | رای نیاورد     |
| مجموع | کل آرا                            |                     | آرای صحیح ۸۹۶۰۰                                      | ۹۹۲۷۱ | مشارکت ۳۵ درصد |

## نمایندگی دوره دوازدهم مجلس شورای اسلامی

### نتیجه تفکیکی آرای دوازدهمین دوره انتخابات مجلس شورای اسلامی[۲]
جدول آرای حوزه شهرکرد، سامان، بن، فرخشهر، لاران و هفشجان
| ۱     | احمد راستینه هفشجانی      | اصولگرا | جبهه پایداری                                         | ۳۳۷۲۰  | منتخب          |
| ۲     | سید سعید زمانیان دهکردی   | اصولگرا | اصولگرایان شانا (شورای ائتلاف نیروهای انقلاب اسلامی) | ۲۸۲۹۲  | رای نیاورد     |
| ۳     | عبدالعلی ارژنگ            | اصولگرا |                                                      | ۱۲۳۵۷  |                |
|       | آرای باطله                |         |                                                      | ۱۰۱۳۳  | رای نیاورد     |
| ۴     | مهدی منصوری بیدکانی       | اصولگرا |                                                      | ۶۲۵۴   | رای نیاورد     |
| ۵     | مهدی خبیری سورشجانی       | اصولگرا |                                                      | ۲۹۰۵   | رای نیاورد     |
| ۶     | محسن سنایی سامانی         | اصولگرا |                                                      | ۲۸۲۱   | رای نیاورد     |
| ۷     | حجت‌الله قائدی بارده       | اصولگرا |                                                      | ۱۹۰۹   | رای نیاورد     |
| ۸     | شهلا کیان امیری           | اصولگرا |                                                      | ۱۶۰۸   | رای نیاورد     |
| ۹     | پروین ندیمی شهرکی         | اصولگرا |                                                      | ۱۳۳۳   | رای نیاورد     |
| ۱۰    | افسانه دوستی              | اصولگرا |                                                      | ۱۲۵۴   | رای نیاورد     |
| ۱۱    | شکراله ریاحی چلوانی       | اصولگرا |                                                      | ۱۰۹۶   | رای نیاورد     |
| ۱۲    | حمید هاشمی بنی            | اصولگرا |                                                      | ۱۰۲۴   | رای نیاورد     |
| ۱۳    | علی عرب                   | اصولگرا |                                                      | ۹۶۰    | رای نیاورد     |
| ۱۴    | صادق رئیسی وانانی         | اصولگرا |                                                      | ۵۷۷    | رای نیاورد     |
| ۱۵    | اکرم رجبی                 | اصولگرا |                                                      | ۵۵۳    | رای نیاورد     |
| ۱۶    | صادق حیدری بنی            | اصولگرا |                                                      | ۵۲۴    | رای نیاورد     |
| ۱۷    | علی احمدی بنی             | اصولگرا |                                                      | ۵۰۹    | رای نیاورد     |
| ۱۸    | سمیه قائدامینی هارونی     | اصولگرا |                                                      | ۴۷۱    | رای نیاورد     |
| ۱۹    | مجتبی قاسمی پیربلوطی      | اصولگرا |                                                      | ۴۶۳    | رای نیاورد     |
| ۲۰    | سیداحمد علوی اشکفتکی      | اصولگرا |                                                      | ۴۲۱    | رای نیاورد     |
| ۲۱    | حمید امانی                | اصولگرا |                                                      | ۴۰۳    | رای نیاورد     |
| ۲۲    | عباس داودپوردهکردی        | اصولگرا |                                                      | ۳۳۸    | رای نیاورد     |
| ۲۳    | سمانه امیدی ارجنکی        | اصولگرا |                                                      | ۳۱۷    | رای نیاورد     |
| ۲۴    | حجت اله کریمیان           | اصولگرا |                                                      | ۲۸۴    | رای نیاورد     |
| ۲۵    | رویا قائدی                | اصولگرا |                                                      | ۲۴۵    | رای نیاورد     |
| ۲۶    | ایوب علیخانی گله          | اصولگرا |                                                      | ۲۴۰    | رای نیاورد     |
| ۲۷    | بهنام قوامی دهکردی        | اصولگرا |                                                      | ۲۱۳    | رای نیاورد     |
| ۲۸    | فریدون امانی نافچی        | اصولگرا |                                                      | ۱۷۹    | رای نیاورد     |
| ۲۹    | حمیدرضا عبداللهی گزافرودی | اصولگرا |                                                      | ۶۷     | رای نیاورد     |
| مجموع | کل آرا                    |         | آرای صحیح ۱۰۱۳۳۷                                     | ۱۱۱۶۴۷ | مشارکت ۳۵ درصد |

## حواشی
وی در دی ماه ۱۴۰۰ در برنامه چهار سوی لیگ که شب‌ها به‌صورت زنده از شبکه خبر سیما به صورت زنده پخش می‌شود و به مسائل و مشکلات فوتبال می‌پردازد تماس صوتی زنده گرفت و اعلام کرد که او سایر اعضای مجلس برای خصوصی‌سازی دو باشگاه پرطرفدار فوتبال ایران یعنی استقلال و پرسپولیس سریع اقدام می‌کنند و کمک‌های لازم برای این دو باشگاه را انجام می‌دهد. وی سپس رئیس فدراسیون فوتبال وقت ایران یعنی شهاب‌الدین عزیزی خادم را با کلمه سخیف توصیف کرد. داریوش مصطفوی رئیس کمیته استیناف فوتبال که او هم آن شب مهمان آن برنامه بود از گفتن این کلمهٔ او بسیار خشمگین شد و پیام داد که حق توصیف کردن رئیس فدراسیون فوتبال را با این کلمه (سخیف) ندارد و مجلس و اعضایش حق ورود به فوتبال و مسائل فوتبالی را ندارند. و در ادامه وارد بحث و دعوا لفظی طولانی مدت شدند.